# Elisa Forti
Elisa Sampietro de Forti (Lombarda de Como – Italia) es una corredora de running nacida en Italia que a los 14 años se radicó en Argentina. A la edad de 72 años empezó a correr y lleva cuantiosas carreras en su haber, las cuales las hizo acompañada de hijos y nietos. Aunque nació en Italia se considera argentina por adopción dado que tuvo que escapar de los horrores de la Segunda Guerra Mundial un barco la trajo hasta Sudamérica.
Llegó al running cuando se enteró a través de su hija de un grupo que iba a correr a Villa La Angostura (Patagonia) y dadas sus ganas por conocer el lugar, decidió embarcarse en la travesía de las personas que corren.

## Competencias
- 2018 Ushuaia Trail Race – Fin del Mundo[7]
- 2017 Mezza Maratona Lago di Como -21K-; Como, Italia[8]
- 2017 Cruce Columbia de los Andes, (100km. en 3 días entre Argentina y Chile). Batió su propio récord de la mujer de más edad -82 años- en haber realizado el cruce en tres oportunidades[9]
- 2017 25K La Carolina; San Luis[10]
- 2016 categoría por equipos "Teams" de El Cruce Columbia 2016. Obtuvo el récord de la mujer de más edad -81 años- en haber realizado el cruce en 3 oportunidades[11]
- 2016 Ultra Trail Comechingon[12]
- 2016 Raid Columbia Salta – Jujuy[13]
- 2016 21k La Cumbrecita; Córdoba[14]
- 2015 Cruce Columbia de los Andes[15]
- 2015 Adventure Race La Aurora del Palmar; Entre Ríos[16]
- 2015 2.º Maratón Ciudad de Ramallo; Buenos Aires[17]
- 2014 Adventure Race Pinamar; Buenos Aires[7]
- 2014 21K Mizuno[18]
- 2013 Cruce Columbia de los Andes[19]
- 2013 Dow Team Race (22k) Villa Ventana[20]
- 2012 Adventure Race; Colonia, Uruguay[21]
- 2012 Maratón de Montaña Northland; Villa Ventana[22]
- 2012 Media de maratón de la Ciudad de Bs. As. -21K[23]
- 2011 Maratón Fila; Buenos Aires[24]
- 2011 The North Face Endurance Challenge; Salta[25]
- 2011 Northland 21K; Sierra de Los Padres, Buenos Aires[26]
- 2011 North Adventure 21K; Villa la Angostura; Neuquén[27]
- 2011 XV Meia Caixa; Río de Janeiro, Brasil[28]
- 2010 Media Maratón de Iguazú, -21K-; Misiones[29]
- 2010 Aventura parque nacional El Palmar -21K-; Entre Ríos
- 2009 Maratón Banco Galicia; Buenos Aires
- 2009 Merrel Adventure Race: carrera nocturna La Plata - Buenos Aires

## Reconocimiento
- 2018 Homenaje en la Legislatura de Bs As por su trayectoria deportiva[30]
- Ciudadana Ilustre de Vicente López - Bs As.[31]

## Impacto en la cultura popular
Basándose en la trayectoria de la corredora, se produjo la película “Como Corre Elisa. La película de la ¨Nonna que corre” el cual es un documental sobre la  experiencia de correr una maratón de montaña en el pueblo natal de Elisa Forti (Lombarda de Como – Italia) producido por Neto Films, dirigido por Andrés Arbit y Gustavos Gersberg. Y producido por Damian Fain, Willy De Rose y Florencia Franco. Además, el libro "Elijo vivir. Elisa Forti, la nonna que correr", escrito por Sol Navarro refiere a su historia como corredora.